# 미국 애국자법
미국 애국자법(美國愛國者法)은 911 테러 이후 생긴 미국판 테러방지법이다. 테러를 방지한다는데에 목적을 두었으나 독소조항에 대한 논란으로 2015년 6월 폐지되고 미국 자유법(The USA Freedome Act)으로 대체되었다.

## 설명
미국 애국자법은 조지 W. 부시 대통령이 서명한 미국 의회의 획기적인 법안이었다. 이 법령의 정식 명칭은 2001년 테러를 차단하고 방해하는 데 필요한 적절한 도구를 제공하여 미국을 통합하고 강화하는 법(USA PATRIOT)이다. 애국자법은 9·11 테러와 2001년 탄저균 공격 이후 특히 외국 테러와 관련된 미국의 국가 안보를 강화하겠다는 목표로 제정됐다. 일반적으로 이 법안에는 세 가지 주요 조항이 포함되어 있다.
- 국내 및 국제 전화 도청을 포함하여 법 집행 기관의 감시 능력 확대한다.
- 연방 기관이 대테러 활동에 사용 가능한 모든 자원을 보다 효과적으로 사용할 수 있도록 기관 간 통신이 쉬워졌다.
- 테러 범죄에 대한 처벌이 강화되고 테러 혐의를 받을 수 있는 활동 목록이 확대되었다.

이 법은 이민자에 대한 재판 없이 무기한 구금을 허용한다는 점, 법 집행 기관이 소유자의 동의나 인지 없이 재산과 기록을 수색할 수 있는 권한을 부여한다는 점에서 매우 논란이 많다. 법안이 통과된 이후 이 법안에 대해 여러 가지 법적 문제가 제기되었으며, 연방 법원은 여러 조항이 위헌이라고 판결했다.
이 법안에는 통과 후 약 4년이 지난 2005년 12월 31일부터 시작되는 많은 일몰 조항이 포함되어 있다. 일몰일 이전에 대부분의 법률을 그대로 유지하는 4년 연장이 통과되었다. 2011년 5월 버락 오바마 대통령은 세 가지 조항을 확장한 2011년 PATRIOT 일몰 연장법에 서명했다. 이 조항은 2015년에 통과된 미국자유법(USA Freedom Act)에 의해 2019년까지 수정 및 연장되었다. 2020년에 해당 조항을 연장하려는 노력이 하원에서 통과되지 않아 법이 만료되었다.

## 같이 보기
- 중앙정보국
- 데이터 마이닝
- 연방수사국
- 가디언 (데이터베이스)
- 미국 자유법